# Phaenochitonia basilissa
Phaenochitonia basilissa är en fjärilsart som beskrevs av Bates 1868. Phaenochitonia basilissa ingår i släktet Phaenochitonia och familjen Riodinidae. Inga underarter finns listade i Catalogue of Life.